# Balandż
Balandż (pers. بالانج) – miejscowość w Iranie, w ostanie Azerbejdżan Zachodni. W 2006 roku miejscowość liczyła 2189 mieszkańców w 506 rodzinach.